# Курц, Марко
Ма́рко Курц (нем. Marco Kurz; 16 мая 1969, Штутгарт) — немецкий футболист и футбольный тренер. Завершил карьеру игрока в 2005 году.

## Биография
Марко начал свою профессиональную карьеру в начале 1989 года, когда начал играть за «Штутгарт». По прошествии всего лишь одного года в 1990 году он переходит в «Нюрнберг». После следующего перехода в 1994 году в качестве защитника в дортмундскую «Боруссию», в 1995 году под руководством Оттмара Хитцфельда, Курц становится чемпионом Бундеслиги в составе команды.
После этого чемпионата он переезжает в соседнюю область, в клуб «Шальке 04», где в течение короткого времени «горняки» во главе с Хубом Стевенсом в 1997 году выигрывают Кубок УЕФА. С 1998 по 2004 годы Марко Курц играет за «Мюнхен 1860». В зимний перерыв сезона 2004/05 Марко уходит в аренду в любительский клуб «Пфуллендорф» из южной региональной лиги, где через некоторое время становится играющим тренером и находит возможность закрепиться в региональной лиге.
В сезоне 2007/08 стал главным тренером дубля клуба «Мюнхен 1860». Вскоре, после проблем с Вальтером Шахнером, у которого истёк контракт в марте 2007 года, Курцу было предложено место главного тренера основной команды клуба. 24 февраля 2009 года Курц покидает место главного тренера «Мюнхена 1860», после чего уходит в кратковременный отпуск. Под руководством Марко Курца команда проводит в лиге 63 игры, выигрывает из них 18. Из-за финансовых проблем клуб был не в состоянии обеспечить должным образом кадровые замены, как того желал Курц.
С 18 июня 2009 он является главным тренером ФК «Кайзерслаутерн», где он подписал 2-летний контракт. В своём первом сезоне в качестве главного тренера, руководил возвращением «Кайзерслаутерна» в Первую Бундеслигу. 11 августа 2010 года вышло официальное коммюнике клуба, в котором заявлялось, что весь тренерский штаб продлевает свои контракты до 2012 года.
20 марта 2012 года Курц был уволен с поста главного тренера «Кайзерслаутерна».
18 декабря 2012 года назначен главным тренером «Хоффенхайма». 2 апреля 2013 года уволен со своего поста. Преемником Курца стал Маркус Гисдоль.

## Достижения
- Чемпион Германии: 1994/95
- Обладатель Кубка УЕФА: 1996/97

## Личная жизнь
Марко Курц — сын Эдгара Курца, президента немецкого футбольного клуба «Штутгартер Кикерс».